# Vancouver Canucks
Vancouver Canucks är en kanadensisk ishockeyorganisation vars lag är baserat i Vancouver i British Columbia. Ishockeyorganisationen bildades i augusti 1945 för spel i Pacific Coast Hockey League (PCHL). År 1952 blev Western Canada Senior Hockey League (WCSHL) fusionerad med PCHL och bildade Western Hockey League (WHL). Canucks fortsatte att spela i den nya ishockeyligan. Den 22 maj 1970 lämnade Canucks WHL och blev en medlemsorganisation till National Hockey League (NHL). Hemmaarena är Rogers Arena, som invigdes den 21 september 1995 med namnet General Motors Place. Laget spelar i Pacific Division tillsammans med Anaheim Ducks, Calgary Flames, Edmonton Oilers, Los Angeles Kings, San Jose Sharks, Seattle Kraken och Vegas Golden Knights.
Canucks har aldrig vunnit Stanley Cup men kommit till final 1982, 1994 och 2011. De har haft en del namnkunniga spelare genom åren som Markus Näslund, Pavel Bure, Henrik Sedin, Daniel Sedin, Stan Smyl, Aleksandr Mogilnyj, Trevor Linden, Mark Messier, Igor Larionov, Cam Neely, Roberto Luongo, Mattias Öhlund, Thomas Gradin, Don Lever, Tony Tanti, Kirk McLean, Todd Bertuzzi, Brendan Morrison, Geoff Courtnall, Ed Jovanovski och Jyrki Lumme.

## Historia
Vancouver Canucks bildades 1945 i Vancouver och spelade i PCHL till 1952 då ligan omvandlades till WHL. Vid denna tid spelade klubben sina hemmamatcher i Vancouver Forum med utrymme för 5 050 åskådare. När NHL offentliggjorde planer på att utvidga ligan från sex ("Original Six") till tolv lag, ansökte klubben om att bli ett av de sex nya lagen i NHL. Trots att ansökan avslogs beslutade laget att bygga en nya arena, och 1967 stod Pacific Coliseum klar med åskådarkapacitet på 16 150 personer. Med ny arena och en ny ägargrupp lyckades laget 1970 få en plats i NHL och tillsammans med Buffalo Sabres spelade Vancouver Canucks sin första NHL-säsong 1970/1971. 1995 flyttade laget till en ny arena, Rogers Arena, tidigare General Motors Place, med kapacitet i hockeysammanhang på 18 890 åskådare.
Ordet "canuck" är slang för kanadensare, ung. "kanadick".

## Stanley Cup-spel

### 1970-talet
- 1971 – Missade slutspel.
- 1979 – Förlorade i första ronden mot Calgary Flames med 4-3 i matcher

### 1980-talet
- 1980 – Förlorade i första ronden mot Buffalo Sabres med 3-1 i matcher.
- 1989 – Förlorade i första ronden mot Calgary Flames med 4-3 i matcher

### 1990-talet
- 1990 – Missade slutspel.
- 1999 – Missade slutspel.

### 2000-talet
- 2000 – Missade slutspel.
- 2009 – Förlorade i andra ronden mot Chicago Blackhawks med 4–2 i matcher.

### 2010-talet
- 2010 – Förlorade i andra ronden mot Chicago Blackhawks med 4–2 i matcher.
- 2019 – Missade slutspel.

### 2020-talet
- 2020 – Förlorade i andra ronden mot Vegas Golden Knights med 4–3 i matcher.
- 2025 – Missade slutspel.

## Nuvarande spelartrupp

### Spelartruppen 2025/2026
Senast uppdaterad: 6 augusti 2025.

Alla spelare som har kontrakt med Vancouver Canucks och har spelat för dem under aktuell säsong listas i spelartruppen. Spelarnas löner är i amerikanska dollar och är vad de skulle få ut om de vore i NHL-truppen under hela grundserien (oktober–april). Löner i kursiv stil är ej bekräftade.
| Målvakter                                                                                     | Målvakter | Målvakter            | Målvakter           | Målvakter   | Målvakter | Målvakter | Målvakter      | Målvakter                   | Målvakter | Målvakter |
| Nr                                                                                            |           | Namn                 | Namn                | Lön 25/26   |           | Kontrakt  | Kom till laget | Kom ifrån                   |           |           |
| --------------------------------------------------------------------------------------------- | --------- | -------------------- | ------------------- | ----------- | --------- | --------- | -------------- | --------------------------- | --------- | --------- |
| 32                                                                                            | Finland   | Kevin Lankinen       | Kevin Lankinen      | $5 000 000  | [ 10 ]    | 2030      | 2024           | Nashville Predators         |           |           |
| 35                                                                                            | USA       | Thatcher Demko       | Thatcher Demko      | $5 000 000  | [ 11 ]    | 2029      | 2019           | Utica Comets                |           |           |
| 60                                                                                            | Belarus   | Mikita Talapila      | Mikita Talapila     | $775 000    | [ 12 ]    | 2027      | 2025           | Abbotsford Canucks          |           |           |
| 85                                                                                            | Kanada    | Ty Young             | Ty Young            | $850 000    | [ 13 ]    | 2027      | 2024           | Prince George Cougars       |           |           |
| --                                                                                            | Finland   | Aku Koskenvuo        | Aku Koskenvuo       | $850 000    | [ 14 ]    | 2027      | 2025           | Harvard Crimson             |           |           |
| --                                                                                            | Ryssland  | Aleksej Medvedev     | Aleksej Medvedev    | $872 500    | [ 15 ]    | 2028      | 2025           | London Knights              |           |           |
| --                                                                                            | Tjeckien  | Jiří Patera          | Jiří Patera         | $775 000    | [ 16 ]    | 2026      | 2024           | Henderson Silver Knights    |           |           |
| Backar                                                                                        |           |                      |                     |             |           |           |                |                             |           |           |
| Nr                                                                                            |           | Namn                 | Namn                | Lön 25/26   |           | Kontrakt  | Kom till laget | Kom ifrån                   |           |           |
| 17                                                                                            | Tjeckien  | Filip Hronek         | Filip Hronek        | $9 000 000  | [ 17 ]    | 2032      | 2023           | Detroit Red Wings           |           |           |
| 25                                                                                            | Sverige   | Elias Pettersson     | Elias Pettersson    | $870 000    | [ 18 ]    | 2027      | 2025           | Abbotsford Canucks          |           |           |
| 27                                                                                            | USA       | Derek Forbort        | Derek Forbort       | $2 000 000  | [ 19 ]    | 2026      | 2024           | Boston Bruins               |           |           |
| 29                                                                                            | Sverige   | Marcus Pettersson    | Marcus Pettersson   | $6 000 000  | [ 20 ]    | 2031      | 2025           | Pittsburgh Penguins         |           |           |
| 43                                                                                            | USA       | Quinn Hughes – C     | Quinn Hughes – C    | $10 250 000 | [ 21 ]    | 2027      | 2019           | Michigan Wolverines         |           |           |
| 44                                                                                            | Kanada    | Jett Woo             | Jett Woo            | $775 000    | [ 22 ]    | 2026      | 2020           | Calgary Hitmen              |           |           |
| 45                                                                                            | Kanada    | Sawyer Mynio         | Sawyer Mynio        | $870 000    | [ 23 ]    | 2028      | 2024           | Seattle Thunderbirds        |           |           |
| 55                                                                                            | Kanada    | Guillaume Brisebois  | Guillaume Brisebois | $775 000    | [ 24 ]    | 2026      | 2022           | Abbotsford Canucks          |           |           |
| 57                                                                                            | Kanada    | Tyler Myers          | Tyler Myers         | $2 900 000  | [ 25 ]    | 2027      | 2019           | Winnipeg Jets               |           |           |
| 59                                                                                            | Ryssland  | Kirill Kudrjavtsev   | Kirill Kudrjavtsev  | $850 000    | [ 26 ]    | 2027      | 2025           | Abbotsford Canucks          |           |           |
| 90                                                                                            | USA       | Victor Mancini       | Victor Mancini      | $870 000    | [ 27 ]    | 2026      | 2025           | Abbotsford Canucks          |           |           |
| --                                                                                            | USA       | Jimmy Schuldt        | Jimmy Schuldt       | $775 000    | [ 28 ]    | 2027      | 2025           | San Jose Barracuda          |           |           |
| --                                                                                            | Sverige   | Tom Willander        | Tom Willander       | $950 000    | [ 29 ]    | 2028      | 2025           | Boston University Terriers  |           |           |
| Forwards                                                                                      |           |                      |                     |             |           |           |                |                             |           |           |
| Nr                                                                                            |           | Namn                 | Pos                 | Lön 25/26   |           | Kontrakt  | Kom till laget | Kom ifrån                   |           |           |
| 6                                                                                             | USA       | Brock Boeser         | HF                  | $7 250 000  | [ 30 ]    | 2032      | 2017           | North Dakota Fighting Hawks |           |           |
| 8                                                                                             | USA       | Conor Garland        | HF/VF               | $5 000 000  | [ 31 ]    | 2032      | 2021           | Arizona Coyotes             |           |           |
| 13                                                                                            | Kanada    | Arshdeep Bains       | VF                  | $775 000    | [ 32 ]    | 2027      | 2024           | Abbotsford Canucks          |           |           |
| 18                                                                                            | Belarus   | Danyla Klymovytj     | HF                  | $832 500    | [ 33 ]    | 2026      | 2021           | Minsk Zubry                 |           |           |
| 18                                                                                            | USA       | Drew O'Connor        | VF                  | $2 850 000  | [ 34 ]    | 2027      | 2025           | Pittsburgh Penguins         |           |           |
| 21                                                                                            | Sverige   | Nils Höglander       | VF/HF               | $3 800 000  | [ 35 ]    | 2028      | 2020           | Rögle BK                    |           |           |
| 23                                                                                            | Sverige   | Jonathan Lekkerimäki | HF/C                | $950 000    | [ 36 ]    | 2027      | 2024           | Abbotsford Canucks          |           |           |
| 39                                                                                            | Kanada    | Ty Mueller           | C                   | $870 000    | [ 37 ]    | 2027      | 2025           | Abbotsford Canucks          |           |           |
| 40                                                                                            | Sverige   | Elias Pettersson – A | C/VF                | $14 500 000 | [ 38 ]    | 2032      | 2018           | Växjö Lakers HC             |           |           |
| 44                                                                                            | USA       | Kiefer Sherwood      | VF/HF               | $1 300 000  | [ 39 ]    | 2026      | 2024           | Nashville Predators         |           |           |
| 53                                                                                            | Lettland  | Teodors Bļugers      | C/VF                | $1 650 000  | [ 40 ]    | 2026      | 2023           | Vegas Golden Knights        |           |           |
| 54                                                                                            | Finland   | Aatu Räty            | C                   | $775 000    | [ 41 ]    | 2027      | 2023           | Abbotsford Canucks          |           |           |
| 62                                                                                            | Kanada    | Josh Bloom           | VF                  | $775 000    | [ 42 ]    | 2026      | 2024           | Saginaw Spirit              |           |           |
| 63                                                                                            | USA       | Max Sasson           | C                   | $775 000    | [ 43 ]    | 2026      | 2024           | Abbotsford Canucks          |           |           |
| 72                                                                                            | Tjeckien  | Filip Chytil         | C/VF                | $4 875 000  | [ 44 ]    | 2027      | 2025           | New York Rangers            |           |           |
| 74                                                                                            | Kanada    | Jake DeBrusk         | HF/VF               | $6 000 000  | [ 45 ]    | 2031      | 2024           | Boston Bruins               |           |           |
| 88                                                                                            | Sverige   | Nils Åman            | C                   | $875 000    | [ 46 ]    | 2026      | 2023           | Abbotsford Canucks          |           |           |
| 94                                                                                            | Sverige   | Linus Karlsson       | HF                  | $775 000    | [ 47 ]    | 2026      | 2024           | Abbotsford Canucks          |           |           |
| --                                                                                            | Kanada    | Vilmer Alriksson     | VF                  | $860 000    | [ 48 ]    | 2028      | 2024           | Guelph Storm                |           |           |
| --                                                                                            | Kanada    | Braeden Cootes       | C                   | $975 000    | [ 49 ]    | 2028      | 2025           | Seattle Thunderbirds        |           |           |
| --                                                                                            | Kanada    | Evander Kane         | VF/HF               | $4 000 000  | [ 50 ]    | 2026      | 2025           | Edmonton Oilers             |           |           |
| --                                                                                            | Ryssland  | Vitalij Kravtsov     | HF/VF               | $775 000    | [ 51 ]    | 2026      | 2025           | Traktor Tjeljabinsk         |           |           |
| --                                                                                            | USA       | Joseph LaBate        | C                   | $775 000    | [ 52 ]    | 2026      | 2025           | Cleveland Monsters          |           |           |
| --                                                                                            | USA       | MacKenzie MacEachern | VF/HF               | $775 000    | [ 53 ]    | 2027      | 2025           | Springfield Thunderbirds    |           |           |
| --                                                                                            | Lettland  | Anrī Ravinskis       | HF/VF               | $872 500    | [ 54 ]    | 2027      | 2025           | HPK                         |           |           |
| --                                                                                            | Kanada    | Chase Stillman       | HF                  | $832 500    | [ 55 ]    | 2026      | 2025           | W-B/Scranton Penguins       |           |           |
| Positioner: C – HF – VF – YF \| C = Lagkapten; A = Assisterande lagkapten \| = Långtidsskadad |           |                      |                     |             |           |           |                |                             |           |           |

#### Spelargalleri

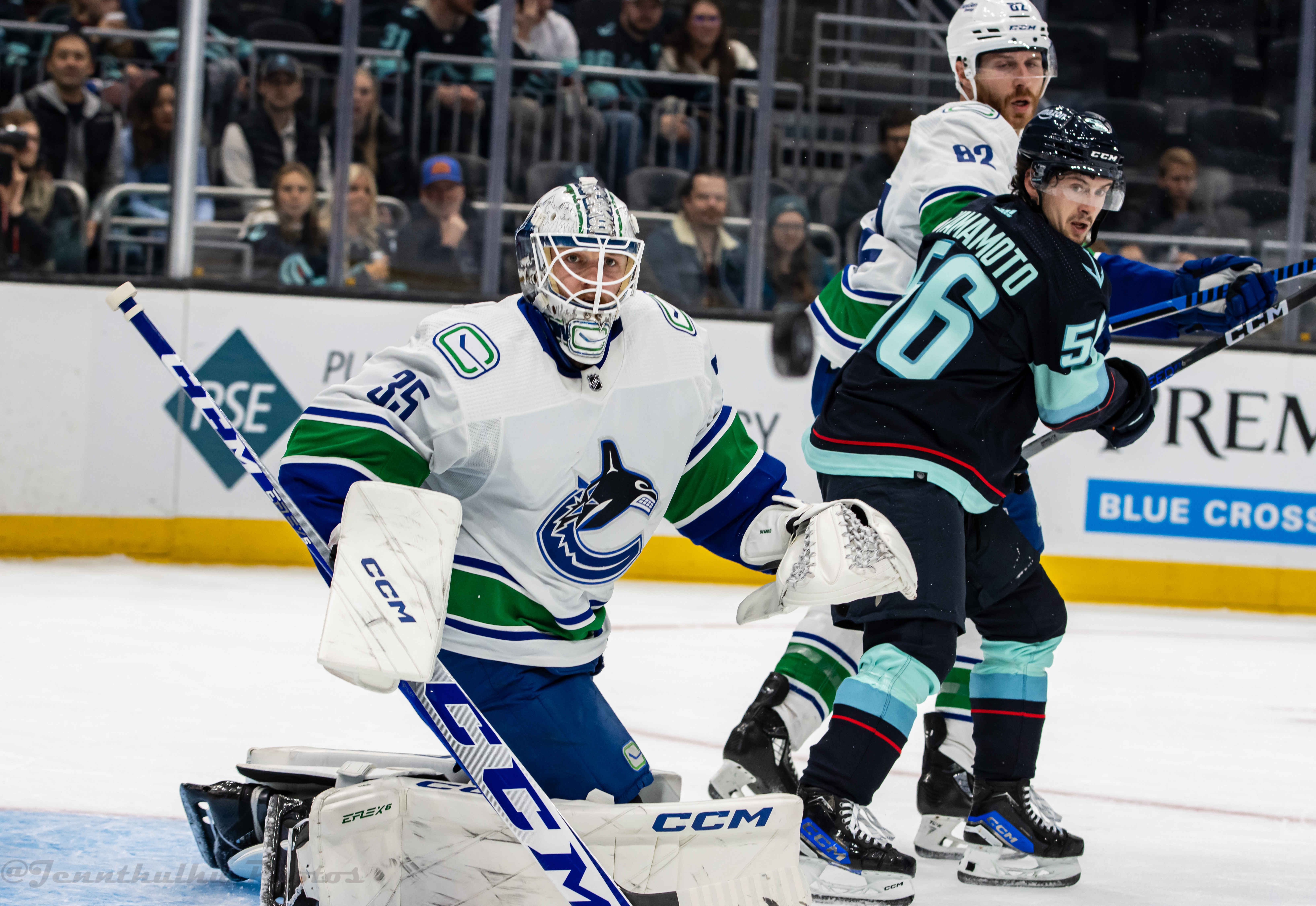
Thatcher Demko
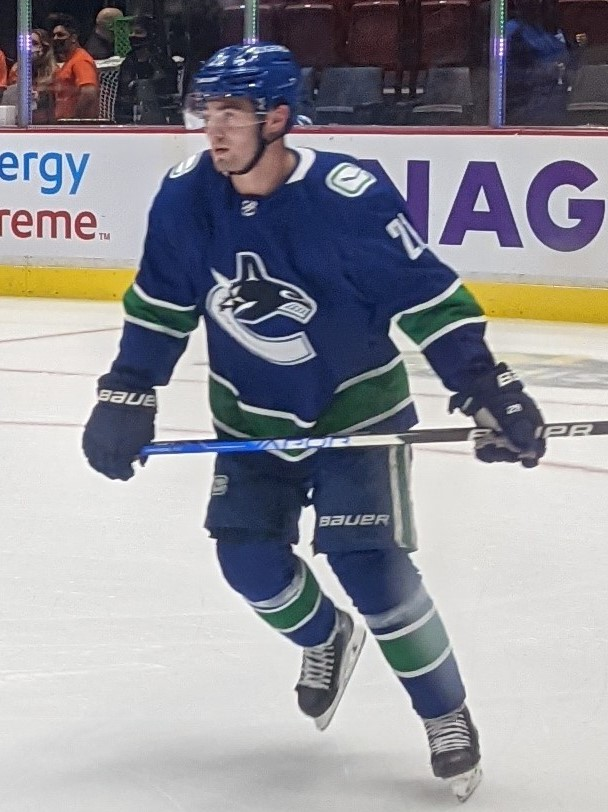
Nils Höglander

## Organisationen
Huvudkontoret

Aquilini Investment Group

Standard Building

Suite 200 - 510 W. Hastings

Vancouver, British Columbia
V6B 1L8

Rogers Arena

800 Griffiths Way

Vancouver, British Columbia
V6B 6G1

Träningsaläggningen

Canlan Ice Sports Burnaby 8 Rinks

6501 Sprott Street

Burnaby, British Columbia
V5B 3B8

### Ledningen
Uppdaterat: 30 april 2025
| Yrkestitel                       | Namn                           |
| -------------------------------- | ------------------------------ |
| Ägare                            | Canucks Sports & Entertainment |
| Ordförande                       | Francesco Aquilini             |
| President för affärsverksamheten | Michael Doyle                  |
| CFO                              | Todd Kobus                     |
| COO                              | Jim Kozak                      |
| Hockeyambassadör                 | Stan Smyl                      |

### Lagledningen

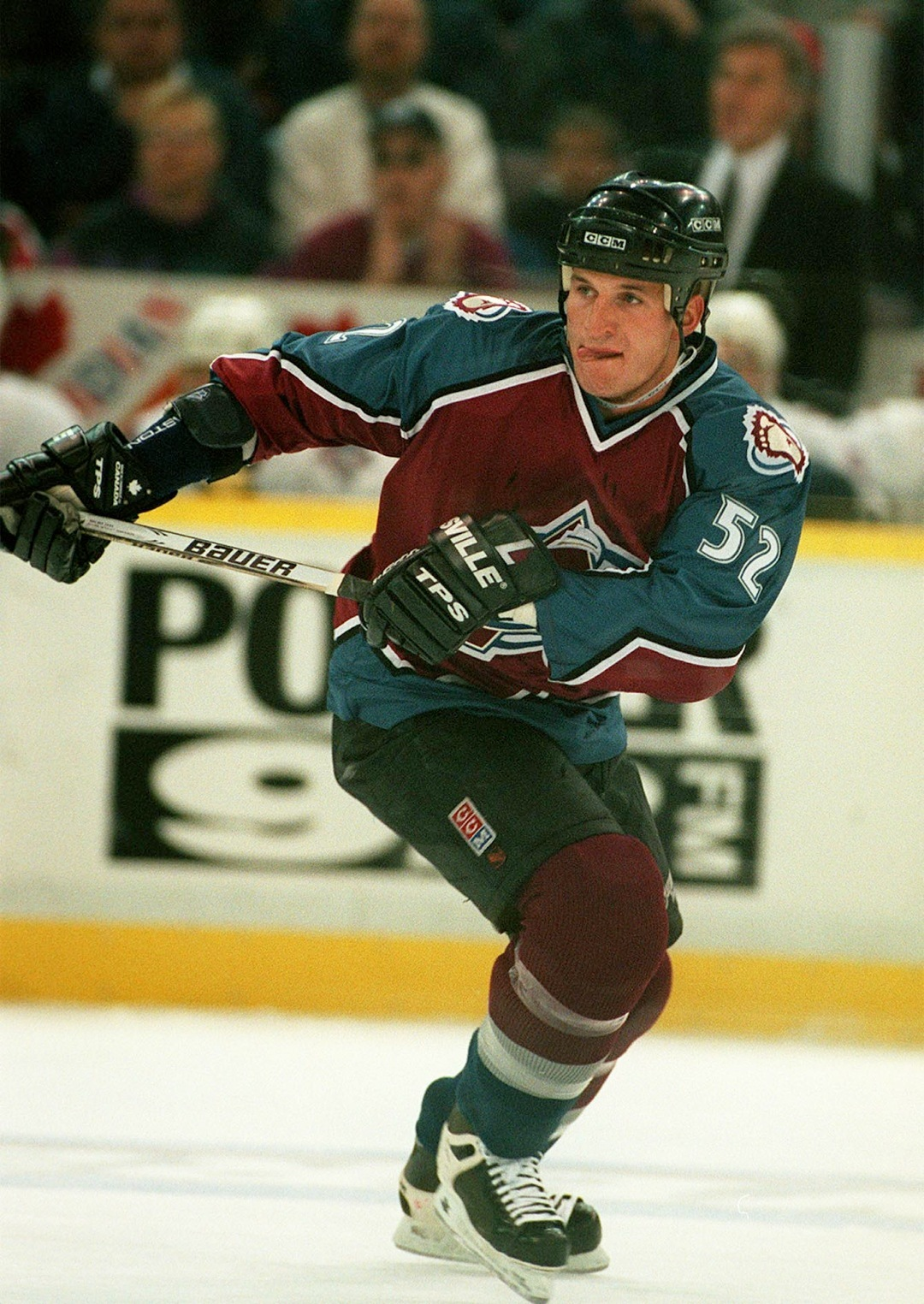
Adam Foote, 1997.

Uppdaterat: 14 maj 2025.
| Yrkestitel                                | Namn                |
| ----------------------------------------- | ------------------- |
| President för ishockeyverksamheten        | Jim Rutherford      |
| Senior rådgivare till ishockeyverkamheten | Dale Tallon         |
| General manager                           | Patrik Allvin       |
| Assisterande general manager              | Émilie Castonguay   |
|                                           | Cammi Granato       |
|                                           | Ryan Johnson        |
| Tränare                                   | Adam Foote          |
| Assisterande tränare                      | Jaroslav Svejkovský |
|                                           | Mike Yeo            |
| Målvaktstränare                           | Marko Torenius      |
| Videotränare                              | Dylan Crawford      |
| Assisterande videotränare                 | Ian Beckenstein     |
| Spelarutvecklingstränare                  | Mike Komisarek      |
|                                           | Mikael Samuelsson   |
|                                           | Daniel Sedin        |
|                                           | Henrik Sedin        |
| Defensiv utvecklingstränare               | Sergej Gontjar      |

### Farmarlag
| Primära - Rochester Americans (AHL), 1970–1972 - Seattle Totems (WHL & CHL), 1972–1975 - Tulsa Oilers (CHL), 1975–1978 - Dallas Black Hawks (CHL), 1978–1982 - Fredericton Express (AHL), 1982–1988 - Milwaukee Admirals (IHL), 1988–1992 - Hamilton Canucks (AHL), 1992–1994 - Syracuse Crunch (AHL), 1994–2000 - Kansas City Blades (IHL), 2000–20001 - Manitoba Moose (AHL), 2001–2011 - Chicago Wolves (AHL), 2011–2013 - Utica Comets (AHL), 2013–2021 - Abbotsford Canucks, 2021– | Sekundära - Des Moines Capitols (IHL), 1973–1975 - Fort Wayne Komets (IHL), 1975–1985 - Kalamazoo Wings (IHL), 1985–1987 - Flint Spirits (IHL), 1987–1988 - Columbus Chill (ECHL), 1991–1992 - South Carolina Stingrays (ECHL), 1994–1995 - Columbia Inferno (ECHL), 2002–2006 - Victoria Salmon Kings (ECHL), 2006–2011 - Kalamazoo Wings (ECHL), 2012–2013 - Alaska Aces (ECHL), 2016–2017 - Kalamazoo Wings (ECHL), 2017–2021 |

## Utmärkelser

### Pensionerade nummer
Sex spelarnummer har blivit "pensionerade" av organisationen, det vill säga ingen annan spelare kommer någonsin att få använda samma nummer i Vancouver Canucks. NHL själva pensionerade Wayne Gretzky:s spelarnummer så att ingen annan spelare får någonsin bära den.

#### Officiellt
| - #10 Pavel Bure, 1991–1999 - #12 Stan Smyl, 1978–1991 - #16 Trevor Linden, 1988–1998, 2001–2008 | - #19 Markus Näslund, 1996–2008 - #22 Daniel Sedin, 2000-2018 - #33 Henrik Sedin, 2000-2018 - #99 Wayne Gretzky, (NHL) |

#### Inofficiellt
Spelarnumren är inte officiellt pensionerade men är tagna ur "tjänst".
| - #11 Wayne Maki, 1970-1973 - Maki avled i sviterna av hjärncancer den 1 maj 1974. Det är bara Mark Messier som har använt numret (1997–2000) sedan dess. - #28 Luc Bourdon, 2006-2008 - Bourdon avled i en motorcykelolycka den 29 maj 2008. | - #37 Rick Rypien, 2005-2010 - Rypien begick självmord på grund av mentala problem den 15 augusti 2011. - #38 Pavol Demitra, 2008-2010 - Demitra omkom i flygolyckan i Jaroslavl den 7 september 2011. |

#### "Ring of Honour"
Canucks introducerade "Ring of Honour" till säsongen 2010–2011 när organisationen firade 40-årsjubileum i NHL och där de ville hylla personer som har varit viktiga för organisationen utan att pensionera spelarnummer.
| - Thomas Gradin, 1978–1986 - Orland Kurtenbach, 1970–1974 - Kirk McLean, 1987–1998 | - Pat Quinn, 1987–1997 - Harold Snepsts, 1974–1984, 1988–1990 - Mattias Öhlund, 1997–2009 - Alex Burrows, 2005–2017 |

### Hall of Famers

#### Spelare
| - Cam Neely (Invald 2005) - Spelade i Canucks mellan 1983 och 1986. - Mark Messier (Invald 2007) - Spelade i Canucks mellan 1997 och 2000. - Igor Larionov (Invald 2008) - Spelade i Canucks mellan 1989 och 1992. | - Pavel Bure (Invald 2012) - Spelade i Canucks mellan 1991 och 1998. - Mats Sundin (Invald 2012) - Spelade i Canucks mellan 2008 och 2009. |

#### Ledare
| - Jake Milford (Invald 1984) - Var general manager för Canucks mellan 1977 och 1982. - Bud Poile (Invald 1990) - Var general manager för Canucks mellan 1975 och 1977. - Frank Griffiths (Invald 1993) - Ägde Canucks mellan 1974 och 1994. | - Roger Neilson (Invald 2002) - Var tränare och assisterande tränare för Canucks mellan 1981 och 1984. - Pat Quinn (Invald 2016) - Var president och general manager respektive tränare för Canucks mellan 1987 och 1997 respektive 1991 och 1995. |

### Troféer

#### Lag
| Presidents' Trophy (2) - 2010–2011, 2011–2012 Clarence S. Campbell Bowl (3) - 1981–1982, 1993–1994, 2010–2011 Art Ross Trophy (2) - Henrik Sedin: 2009–2010 - Daniel Sedin: 2010–2011 Calder Memorial Trophy (2) - Pavel Bure: 1991–1992 - Elias Pettersson: 2018–2019 Frank J. Selke Trophy (1) - Ryan Kesler: 2010–2011 Hart Memorial Trophy (1) - Henrik Sedin: 2009–2010 Jack Adams Award (2) - Pat Quinn: 1991–1992 - Alain Vigneault: 2006–2007 | King Clancy Memorial Trophy (2) - Trevor Linden: 1996–1997 - Henrik Sedin: 2015–2016 Lester B. Pearson Award/Ted Lindsay Award (2) - Markus Näslund: 2002–2003 - Daniel Sedin: 2010–2011 NHL Foundation Player Award (1) - Trevor Linden: 2007–2008 NHL General Manager of the Year Award (1) - Mike Gillis: 2010–2011 NHL Plus/Minus Award (1) - Marek Malík: 2003–2004 William M. Jennings Trophy (1) - Roberto Luongo: 2010–2011 - Cory Schneider: 2010–2011 |

## General manager
| - Bud Poile, 1970–1973 - Hal Laycoe, 1973–1974 - Phil Maloney, 1974–1976 - Jake Milford, 1977–1981 - Harry Neale, 1982–1985 - Jack Gordon, 1985–1987 - Pat Quinn, 1987–1998 | - Brian Burke, 1998–2004 - Dave Nonis, 2004–2008 - Mike Gillis, 2008–2014 - Jim Benning, 2014–2021 - Stan Smyl, 2021 - Jim Rutherford, 2021–2022 - Patrik Allvin, 2022– |

## Tränare
| - Hal Laycoe, 1970–1972 - Vic Stasiuk, 1972–1973 - Bill McCreary, Sr., 1973–1974 - Phil Maloney, 1974–1977 - Orland Kurtenbach, 1977–1978 - Harry Neale, 1978–1982 - Roger Neilson, 1982–1984 - Harry Neale, 1984 - Bill LaForge, 1984 - Harry Neale, 1984–1985 - Tom Watt, 1985–1987 - Bryan Watson, 1980 - Bob McCammon, 1987–1991 | - Pat Quinn, 1991–1994 - Rick Ley, 1994–1996 - Pat Quinn, 1996 - Tom Renney, 1996–1997 - Mike Keenan 1997–1999 - Marc Crawford, 1999–2006 - Alain Vigneault, 2006–2013 - John Tortorella, 2013–2014 - Willie Desjardins, 2014–2017 - Travis Green, 2017–2021 - Bruce Boudreau, 2021–2023 - Rick Tocchet, 2023–2025 - Adam Foote, 2025– |

## Lagkaptener
| - Orland Kurtenbach, 1970-1974 - Ingen utsedd kapten, 1974-1975 - André Boudrias, 1975-1976 - Chris Oddleifson, 1976-1977 - Don Lever, 1977–1979 - Kevin McCarthy, 1979–1982 - Stan Smyl, 1982–1990 - Dan Quinn / Doug Lidster / Trevor Linden, 1990-1991 - Trevor Linden, 1991–1997 | - Mark Messier, 1997–2000 - Markus Näslund, 2000–2008 - Roberto Luongo, 2008–2010 Målvakter får ej vara officiella lagkaptener och därför skötte Willie Mitchell och Mattias Öhlund alla lagkaptensaktiviteter på isen. - Henrik Sedin, 2010–2018 - Ingen var utsedd som lagkapten, 2018–2019 - Bo Horvat, 2019–2023 - Quinn Hughes, 2023– |

## Statistik
Uppdaterat: 2019-06-25

### Individuellt

#### Poängledare
Topp tio för mest poäng i klubbens historia. Siffrorna uppdateras efter varje genomförd säsong.

Pos = Position; SM = Spelade matcher; M = Mål; A = Assists; P = Poäng; P/M = Poäng per match * = Fortfarande aktiv i laget ** = Fortfarande aktiv i NHL

##### Grundserie
| Spelare        | Pos | SM    | M   | A   | P    | P/M  |
| Henrik Sedin   | C   | 1330  | 240 | 830 | 1070 | .81  |
| Daniel Sedin   | VF  | 1306  | 393 | 648 | 1041 | .80  |
| Markus Näslund | VF  | 884   | 346 | 410 | 756  | .85  |
| Trevor Linden  | C   | 1,140 | 318 | 415 | 733  | .64  |
| Stan Smyl      | HF  | 896   | 262 | 411 | 673  | .75  |
| Thomas Gradin  | C   | 613   | 197 | 353 | 550  | .89  |
| Pavel Bure     | HF  | 428   | 254 | 224 | 478  | 1.11 |
| Tony Tanti     | HF  | 531   | 250 | 220 | 470  | .88  |
| Todd Bertuzzi  | HF  | 518   | 188 | 261 | 449  | .86  |
| Don Lever      | C   | 593   | 186 | 221 | 407  | .68  |

##### Slutspel
| Spelare         | Pos | SM  | M  | A  | P  | P/M  |
| Trevor Linden   | C   | 118 | 34 | 61 | 95 | .80  |
| Henrik Sedin    | C   | 105 | 23 | 55 | 78 | .74  |
| Daniel Sedin    | VF  | 102 | 25 | 46 | 71 | .69  |
| Pavel Bure      | HF  | 60  | 34 | 32 | 66 | 1.10 |
| Geoff Courtnall | VF  | 65  | 26 | 35 | 61 | .93  |
| Cliff Ronning   | C   | 72  | 24 | 34 | 58 | .80  |
| Jyrki Lumme     | B   | 72  | 9  | 31 | 40 | .55  |
| Thomas Gradin   | C   | 38  | 17 | 21 | 38 | 1.00 |
| Ryan Kesler**   | C   | 57  | 12 | 26 | 38 | .67  |
| Thomas Gradin   | C   | 38  | 17 | 21 | 38 | 1.00 |

## Svenska spelare
Uppdaterat: 2017-04-30
| Målvakter       | Målvakter | Målvakter | Målvakter | Målvakter | Målvakter | Målvakter  | Målvakter | Målvakter | Målvakter | Målvakter | Målvakter | Målvakter | Målvakter  | Målvakter | Målvakter | Målvakter | Målvakter | Målvakter   |
| Spelare         | Nr        | Från      | Till      | Matcher¹  | Vinster¹  | Förluster¹ | Övertid¹  | GAA¹      | SVS%¹     | Nollor¹   | Matcher²  | Vinster²  | Förluster² | Övertid²  | GAA²      | SVS%²     | Nollor²   | Stanley Cup |
| --------------- | --------- | --------- | --------- | --------- | --------- | ---------- | --------- | --------- | --------- | --------- | --------- | --------- | ---------- | --------- | --------- | --------- | --------- | ----------- |
| Johan Hedberg   | 1         | 2003      | 2004      | 21        | 8         | 6          | 2         | 2,51      | .900      | 3         | 2         | 1         | 1          | -         | 2,45      | .922      | 0         | 0           |
| Eddie Läck      | 41        | 2010      | 2015      | 41        | 16        | 17         | 5         | 2,41      | .912      | 0         | 0         | 0         | 0          | 0         | 0,00      | .000      | 0         | 0           |
| Jacob Markström | 35, 25    | 2013      | 2020      | 229       | 98        | 77         | 7         | 2,71      | .911      | 0         | 0         | 0         | 0          | 0         | 0,00      | .000      | 0         | 0           |
| Joacim Eriksson | 30        | 2013      | 2014      | 1         | 0         | 0          | 0         | 9,99      | .806      | 0         | 0         | 0         | 0          | 0         | 0,00      | .000      | 0         | 0           |

| Utespelare           | Utespelare | Utespelare | Utespelare | Utespelare | Utespelare | Utespelare | Utespelare | Utespelare | Utespelare | Utespelare | Utespelare | Utespelare | Utespelare | Utespelare | Utespelare | Utespelare  |
| Spelare              | Pos        | Nr         | K/A        | Från       | Till       | Matcher¹   | Mål¹       | Assists¹   | Poäng¹     | PIM¹       | Matcher²   | Mål²       | Assists¹   | Poäng²     | PIM²       | Stanley Cup |
| -------------------- | ---------- | ---------- | ---------- | ---------- | ---------- | ---------- | ---------- | ---------- | ---------- | ---------- | ---------- | ---------- | ---------- | ---------- | ---------- | ----------- |
| Roland Eriksson      | C          | 19         |            | 1978       | 1979       | 35         | 2          | 12         | 14         | 4          | 0          | 0          | 0          | 0          | 0          | 0           |
| Lars Zetterström     | B          | 2          |            | 1978       | 1979       | 14         | 0          | 1          | 1          | 2          | 0          | 0          | 0          | 0          | 0          | 0           |
| Lars Lindgren        | B          | 23         |            | 1978       | 1984       | 335        | 23         | 99         | 122        | 292        | 25         | 3          | 6          | 9          | 14         | 0           |
| Thomas Gradin        | C          | 23         |            | 1978       | 1986       | 613        | 197        | 353        | 550        | 280        | 38         | 17         | 21         | 38         | 20         | 0           |
| Per-Olov Brasar      | VF         | 16         |            | 1979       | 1982       | 181        | 37         | 63         | 100        | 21         | 13         | 1          | 2          | 3          | 0          | 0           |
| Anders Eldebrink     | B          | 10, 3      |            | 1981       | 1983       | 43         | 2          | 9          | 11         | 21         | 13         | 0          | 0          | 0          | 10         | 0           |
| Lars Molin           | VF         | 26         |            | 1981       | 1984       | 172        | 33         | 65         | 98         | 37         | 19         | 2          | 9          | 11         | 7          | 0           |
| Patrik Sundström     | C          | 17         |            | 1982       | 1987       | 374        | 133        | 209        | 342        | 181        | 11         | 1          | 1          | 2          | 9          | 0           |
| Robert Nordmark      | B          | 6          |            | 1988       | 1991       | 169        | 10         | 52         | 62         | 194        | 7          | 3          | 2          | 5          | 8          | 0           |
| Leif Rohlin          | B          | 27         |            | 1995       | 1997       | 96         | 8          | 24         | 32         | 40         | 5          | 0          | 0          | 0          | 0          | 0           |
| Markus Näslund       | VF         | 22, 19     | K/A        | 1995       | 2008       | 884        | 346        | 410        | 756        | 614        | 45         | 13         | 20         | 33         | 46         | 0           |
| Bert Robertsson      | B          | 18         |            | 1997       | 1999       | 69         | 4          | 6          | 10         | 37         | 0          | 0          | 0          | 0          | 0          | 0           |
| Mattias Öhlund       | B          | 2          | A          | 1997       | 2009       | 770        | 93         | 232        | 325        | 756        | 52         | 9          | 19         | 28         | 55         | 0           |
| Daniel Sedin         | VF         | 22         | A          | 2000       | 2018       | 1306       | 393        | 648        | 1041       | 546        | 102        | 25         | 46         | 71         | 78         | 0           |
| Henrik Sedin         | C          | 33         | K/A        | 2000       | 2018       | 1330       | 240        | 830        | 1070       | 680        | 105        | 23         | 55         | 78         | 58         | 0           |
| Mats Lindgren        | C          | 25         |            | 2002       | 2003       | 54         | 5          | 4          | 9          | 18         | 0          | 0          | 0          | 0          | 0          | 0           |
| Magnus Arvedson      | VF         | 21         |            | 2003       | 2004       | 41         | 8          | 7          | 15         | 12         | 0          | 0          | 0          | 0          | 0          | 0           |
| Alexander Edler      | B          | 23         | A          | 2006       | 2021       | 920        | 99         | 310        | 409        | 665        | 82         | 8          | 30         | 38         | 60         | 0           |
| Mats Sundin          | C          | 13         |            | 2009       | 2009       | 41         | 9          | 19         | 28         | 28         | 8          | 3          | 5          | 8          | 2          | 0           |
| Mikael Samuelsson    | HF         | 26         |            | 2009       | 2012       | 155        | 49         | 57         | 106        | 106        | 23         | 9          | 9          | 18         | 24         | 0           |
| Jonas Andersson      | HF         | 74         |            | 2010       | 2011       | 4          | 0          | 0          | 0          | 0          | 0          | 0          | 0          | 0          | 0          | 0           |
| Anton Rödin          | HF         | 17         |            | 2012       | 2013       | 3          | 0          | 1          | 1          | 0          | 0          | 0          | 0          | 0          | 0          | 0           |
| Samuel Påhlsson      | C          | 26         |            | 2012       | 2012       | 19         | 2          | 4          | 6          | 12         | 5          | 1          | 0          | 1          | 4          | 0           |
| Loui Eriksson        | HF         | 21         |            | 2016       | 2021       | 252        | 38         | 90         | 128        | 48         | 10         | 0          | 0          | 0          | 6          | 0           |
| Nils Höglander       | VF         | 21         |            | 2020       |            | 0          | 0          | 0          | 0          | 0          | 0          | 0          | 0          | 0          | 0          | 0           |
| Elias Pettersson     | C          | 40         | A          | 2018       |            | 0          | 0          | 0          | 0          | 0          | 0          | 0          | 0          | 0          | 0          | 0           |
| Oliver Ekman Larsson | B          | 23         | A          | 2021       | 2023       | 133        | 7          | 44         | 51         | 74         | 0          | 0          | 0          | 0          | 0          | 0           |
| Nils Åman            | C          | 88         |            | 2022       |            | 0          | 0          | 0          | 0          | 0          | 0          | 0          | 0          | 0          | 0          | 0           |
| Oscar Fantenberg     | B          | 5          |            | 2019       | 2020       | 36         | 1          | 5          | 6          | 6          | 16         | 0          | 0          | 0          | 4          | 0           |
| Linus Karlsson       | VF         | 94         |            | 2023       |            |            |            |            |            |            |            |            |            |            |            |             |
| Elias Lindholm       | C          | 23         |            | 2024       | 2024       | 26         | 6          | 6          | 12         | 4          | 13         | 5          | 5          | 10         | 4          | 0           |
| Erik Brännström      | B          | 26         |            | 2024       | 2025       | 28         | 3          | 5          | 8          | 17         | 0          | 0          | 0          | 0          | 0          | 0           |
| Jonathan Lekkerimäki | VF         | 23         |            | 2024       |            | 0          | 0          | 0          | 0          | 0          | 0          | 0          | 0          | 0          | 0          | 0           |
| Elias Pettersson     | B          | 25         |            | 2024       |            | 0          | 0          | 0          | 0          | 0          | 0          | 0          | 0          | 0          | 0          | 0           |
| Marcus Pettersson    | B          | 29         |            | 2025       |            | 0          | 0          | 0          | 0          | 0          | 0          | 0          | 0          | 0          | 0          | 0           |

¹ = Grundserie
² = Slutspel
Övertid = Vunnit matcher som har gått till övertid. | GAA = Insläppta mål i genomsnitt | SVS% = Räddningsprocent | Nollor = Hållit nollan det vill säga att motståndarlaget har ej lyckats göra mål på målvakten under en match. | K/A = Om spelare har varit lagkapten och/eller assisterande lagkapten | PIM = Utvisningsminuter

## Första draftval
| År   | Spelare                             | Pos.                                | NHL-klubbar                                                                                    | NHL-karriär                         |                                     |                                     |
| ---- | ----------------------------------- | ----------------------------------- | ---------------------------------------------------------------------------------------------- | ----------------------------------- | ----------------------------------- | ----------------------------------- |
| 1970 | Dale Tallon                         | B                                   | Canucks, Black Hawks, Penguins                                                                 | 1970–1980                           | Vald som nummer två.                |                                     |
| 1971 | Jocelyn Guevremont                  | B                                   | Canucks, Sabres, Rangers                                                                       | 1971–1980                           | Vald som nummer tre.                |                                     |
| 1972 | Don Lever                           | VF                                  | Canucks, A Flames, Flames, Rockies, Devils, Sabres                                             | 1972–1987                           | Vald som nummer tre.                |                                     |
| 1973 | Dennis Ververgaert                  | HF                                  | Canucks, Flyers, Capitals                                                                      | 1973–1981                           | Vald som nummer tre.                |                                     |
|      | Bob Dailey                          | B                                   | Canucks, Flyers                                                                                | 1973–1982                           | Vald som nummer nio.                |                                     |
| 1974 | Canucks saknade val i förstarundan. | Canucks saknade val i förstarundan. | Canucks saknade val i förstarundan.                                                            | Canucks saknade val i förstarundan. | Canucks saknade val i förstarundan. | Canucks saknade val i förstarundan. |
| 1975 | Rick Blight                         | HF                                  | Canucks, Kings                                                                                 | 1975–1981, 1982–1983                | Vald som nummer tio.                |                                     |
| 1976 | Canucks saknade val i förstarundan. | Canucks saknade val i förstarundan. | Canucks saknade val i förstarundan.                                                            | Canucks saknade val i förstarundan. | Canucks saknade val i förstarundan. | Canucks saknade val i förstarundan. |
| 1977 | Jere Gillis                         | F                                   | Canucks, Rangers, Nordiques, Sabres, Flyers                                                    | 1977–1985, 1986–1987                | Vald som nummer fyra.               |                                     |
| 1978 | Bill Derlago                        | C                                   | Canucks, Maple Leafs, Bruins, Jets, Nordiques                                                  | 1978–1987                           | Vald som nummer fyra.               |                                     |
| 1979 | Rick Vaive                          | HF                                  | Canucks, Maple Leafs, Blackhawks, Sabres                                                       | 1979–1992                           | Vald som nummer fem.                |                                     |
| 1980 | Rick Lanz                           | B                                   | Canucks, Maple Leafs, Blackhawks                                                               | 1980–1989, 1991–92                  | Vald som nummer tio.                |                                     |
| 1981 | Garth Butcher                       | B                                   | Canucks, Blues, Nordiques, Maple Leafs                                                         | 1981–1995                           | Vald som nummer tio.                |                                     |
| 1982 | Michel Petit                        | B                                   | Canucks, Rangers, Nordiques, Maple Leafs, Flames, Lightning, Oilers, Flyers, Coyotes           | 1982–1998                           | Vald som nummer elva.               |                                     |
| 1983 | Cam Neely                           | F                                   | Canucks, Bruins                                                                                | 1983–1996                           | Vald som nummer nio.                |                                     |
| 1984 | J.J. Daigneault                     | B                                   | Canucks, Flyers, Canadiens, Blues, Penguins, Mighty Ducks, Islanders, Predators, Coyotes, Wild | 1984–1988, 1989–2001                | Vald som nummer tio.                |                                     |
| 1985 | Jim Sandlak                         | HF                                  | Canucks, Whalers                                                                               | 1985–1996                           | Vald som nummer fyra.               |                                     |
| 1986 | Dan Woodley                         | C                                   | Canucks                                                                                        | 1987–1988                           | Vald som nummer sju.                |                                     |
| 1987 | Canucks saknade val i förstarundan. | Canucks saknade val i förstarundan. | Canucks saknade val i förstarundan.                                                            | Canucks saknade val i förstarundan. | Canucks saknade val i förstarundan. | Canucks saknade val i förstarundan. |
| 1988 | Trevor Linden                       | C                                   | Canucks, Islanders, Canadiens, Capitals                                                        | 1988–2008                           | Vald som nummer två.                |                                     |
| 1989 | Jason Herter                        | B                                   | Islanders                                                                                      | 1995–1996                           | Vald som nummer sex.                |                                     |
| 1990 | Petr Nedvěd                         | VF                                  | Canucks, Blues, Rangers, Penguins, Oilers, Coyotes, Flyers                                     | 1990–1997, 1998–2007                | Vald som nummer två.                |                                     |
| 1990 | Shawn Antoski                       | VF                                  | Canucks, Flyers, Penguins, Mighty Ducks                                                        | 1990–1998                           | Vald som nummer 18.                 |                                     |
| 1991 | Alex Stojanov                       | HF                                  | Canucks, Penguins                                                                              | 1994–1997                           | Vald som nummer sju.                |                                     |
| 1992 | Libor Polášek                       | C                                   | (Spelade aldrig i NHL.)                                                                        | (Spelade aldrig i NHL.)             | Vald som nummer 21.                 |                                     |
| 1993 | Mike Wilson                         | B                                   | Sabres, Panthers, Penguins, Rangers                                                            | 1995–2003                           | Vald som nummer 20.                 |                                     |
| 1994 | Mattias Öhlund                      | B                                   | Canucks, Lightning                                                                             | 1997–2016                           | Vald som nummer 13.                 |                                     |
| 1995 | Canucks saknade val i förstarundan. | Canucks saknade val i förstarundan. | Canucks saknade val i förstarundan.                                                            | Canucks saknade val i förstarundan. | Canucks saknade val i förstarundan. | Canucks saknade val i förstarundan. |
| 1996 | Josh Holden                         | C                                   | Canucks, Hurricanes, Maple Leafs                                                               | 1998–2004                           | Vald som nummer tolv.               |                                     |
| 1997 | Brad Ference                        | B                                   | Panthers, Coyotes, Flames                                                                      | 1999–2004, 2006–2007                | Vald som nummer tio.                |                                     |
| 1998 | Bryan Allen                         | B                                   | Canucks, Panthers, Hurricanes, Ducks, Canadiens                                                | 2000–2015                           | Vald som nummer fyra.               |                                     |
| 1999 | Daniel Sedin                        | VF                                  | Canucks                                                                                        | 2000–                               | Vald som nummer två.                |                                     |
|      | Henrik Sedin                        | C                                   | Canucks                                                                                        | 2000–                               | Vald som nummer tre.                |                                     |
| 2000 | Nathan Smith                        | VF                                  | Canucks, Penguins, Wild                                                                        | 2003–2004, 2005–2008                | Vald som nummer 23.                 |                                     |
| 2001 | R.J. Umberger                       | C                                   | Flyers, Blue Jackets                                                                           | 2004–2016                           | Vald som nummer 16.                 |                                     |
| 2002 | Canucks saknade val i förstarundan. | Canucks saknade val i förstarundan. | Canucks saknade val i förstarundan.                                                            | Canucks saknade val i förstarundan. | Canucks saknade val i förstarundan. | Canucks saknade val i förstarundan. |
| 2003 | Ryan Kesler                         | C                                   | Canucks, Ducks                                                                                 | 2003–                               | Vald som nummer 23.                 |                                     |
| 2004 | Cory Schneider                      | MV                                  | Canucks, Devils                                                                                | 2008–                               | Vald som nummer 26.                 |                                     |
| 2005 | Luc Bourdon                         | B                                   | Canucks                                                                                        | 2006–2008                           | Vald som nummer tio.                |                                     |
| 2006 | Michael Grabner                     | HF                                  | Canucks, Islanders, Maple Leafs, Rangers                                                       | 2009–                               | Vald som nummer 15.                 |                                     |
| 2007 | Patrick White                       | C                                   | (Har ännu inte spelat i NHL.)                                                                  | (Har ännu inte spelat i NHL.)       | Vald som nummer 25.                 |                                     |
| 2008 | Cody Hodgson                        | C                                   | Canucks, Sabres, Predators                                                                     | 2010–2016                           | Vald som nummer tio.                |                                     |
| 2009 | Jordan Schroeder                    | C                                   | Canucks, Wild                                                                                  | 2013–                               | Vald som nummer 22.                 |                                     |
| 2010 | Canucks saknade val i förstarundan. | Canucks saknade val i förstarundan. | Canucks saknade val i förstarundan.                                                            | Canucks saknade val i förstarundan. | Canucks saknade val i förstarundan. | Canucks saknade val i förstarundan. |
| 2011 | Nicklas Jensen                      | VF                                  | Canucks, Rangers                                                                               | 2013–                               | Vald som nummer 29.                 |                                     |
| 2012 | Brendan Gaunce                      | C                                   | Canucks                                                                                        | 2015–                               | Vald som nummer 26.                 |                                     |
| 2013 | Bo Horvat                           | C                                   | Canucks                                                                                        | 2014–                               | Vald som nummer nio.                |                                     |
|      | Hunter Shinkaruk                    | VF                                  | Canucks, Flames                                                                                | 2015–                               | Vald som nummer 24.                 |                                     |
| 2014 | Jake Virtanen                       | HF                                  | Canucks                                                                                        | 2015–                               | Vald som nummer sex.                |                                     |
|      | Jared McCann                        | C                                   | Canucks, Panthers                                                                              | 2015–                               | Vald som nummer 24.                 |                                     |
| 2015 | Brock Boeser                        | HF                                  | Canucks                                                                                        | 2017–                               | Vald som nummer 23.                 |                                     |
| 2016 | Olli Juolevi                        | B                                   | Canucks                                                                                        | (Har ännu inte spelat i NHL.)       | Vald som nummer fem.                |                                     |
| 2017 | Elias Pettersson                    | C                                   | Canucks                                                                                        | 2018–                               | Vald som nummer fem.                |                                     |
| 2018 | Quinn Hughes                        | B                                   | Canucks                                                                                        | 2018–                               | Vald som nummer sju.                |                                     |
| 2019 | Vasili Podkolzin                    | HF                                  | Canucks                                                                                        | (Har ännu inte spelat i NHL.)       | Vald som nummer tio.                |                                     |

### Fotnoter
1. ↑  Beck, Jason. ”1945–46 Vancouver Canucks – part 1”. NHL.com/Canucks. https://www.nhl.com/canucks/news/1945-46-vancouver-canucks-part-1/c-542443.
2. ↑  Ledra, Cristina; Pickens, Pat. ”NHL team nicknames explained”. NHL.com. https://www.nhl.com/news/nhl-team-nickname-origins-explained/c-283976168.
3. ↑  Hernandez, Jon. ”Rogers Arena's 25th birthday sparks memories from the past — and questions about what lies ahead”. CBC.ca. https://www.cbc.ca/news/canada/british-columbia/rogers-arena-vancouver-25th-anniversary-1.5732118.
4. ↑  ”Teams”. NHL.com. https://www.nhl.com/info/teams.
5. ↑  ”Wikipedia (no.wikipedia.org)”. http://no.wikipedia.org/wiki/Vancouver_Canucks.
6. ↑  ”Vancouver Canucks”. Puckpedia. https://puckpedia.com/team/vancouver-canucks.
7. ↑  ”2025–26 Vancouver Canucks roster and statistics: Scoring regular season”. Hockey-Reference. https://www.hockey-reference.com/teams/VAN/2026.html#all_player_stats.
8. ↑   Collective bargaining agreement between National Hockey League and National Hockey League Players' Association – 11.17 Currency. NHL.com. 2013. sid. 71. http://www.nhl.com/nhl/en/v3/ext/CBA2012/NHL_NHLPA_2013_CBA.pdf
9. ↑  Hanson, Drew. ”NHL salaries not as advertised”. The Hockey Writers. https://thehockeywriters.com/nhl-salaries-not-as-advertised/.
10. ↑  ”Kevin Lankinen”. Puckpedia. https://puckpedia.com/player/kevin-lankinen.
11. ↑  ”Thatcher Demko”. Puckpedia. https://puckpedia.com/player/thatcher-demko.
12. ↑  ”Nikita Talapila”. Puckpedia. https://puckpedia.com/player/nikita-tolopilo.
13. ↑  ”Ty Young”. Puckpedia. https://puckpedia.com/player/ty-young.
14. ↑  ”Aku Koskenvuo”. Puckpedia. https://puckpedia.com/player/aku-koskenvuo.
15. ↑  ”Aleksei Medvedev”. Puckpedia. https://puckpedia.com/player/aleksei-medvedev.
16. ↑  ”Jiri Patera”. Puckpedia. https://puckpedia.com/player/jiri-patera.
17. ↑  ”Filip Hronek”. Puckpedia. https://puckpedia.com/player/filip-hronek.
18. ↑  ”Elias Pettersson”. Puckpedia. https://puckpedia.com/player/elias-pettersson-2.
19. ↑  ”Derek Forbort”. Puckpedia. https://puckpedia.com/player/derek-forbort.
20. ↑  ”Marcus Pettersson”. Puckpedia. https://puckpedia.com/player/marcus-pettersson.
21. ↑  ”Quinn Hughes”. Puckpedia. https://puckpedia.com/player/quinn-hughes.
22. ↑  ”Jett Woo”. Puckpedia. https://puckpedia.com/player/jett-woo.
23. ↑  ”Sawyer Mynio”. Puckpedia. https://puckpedia.com/player/sawyer-mynio.
24. ↑  ”Guillaume Brisebois”. Puckpedia. https://puckpedia.com/player/guillaume-brisebois.
25. ↑  ”Tyler Myers”. Puckpedia. https://puckpedia.com/player/tyler-myers.
26. ↑  ”Kirill Kudryavtsev”. Puckpedia. https://puckpedia.com/player/kirill-kudryavtsev.
27. ↑  ”Victor Mancini”. Puckpedia. https://puckpedia.com/player/victor-mancini.
28. ↑  ”Jimmy Schuldt”. Puckpedia. https://puckpedia.com/player/jimmy-schuldt.
29. ↑  ”Tom Willander”. Puckpedia. https://puckpedia.com/player/tom-willander.
30. ↑  ”Brock Boeser”. Puckpedia. https://puckpedia.com/player/brock-boeser.
31. ↑  ”Conor Garland”. Puckpedia. https://puckpedia.com/player/conor-garland.
32. ↑  ”Arshdeep Bains”. Puckpedia. https://puckpedia.com/player/arshdeep-bains.
33. ↑  ”Danila Klimovich”. Puckpedia. https://puckpedia.com/player/danila-klimovich.
34. ↑  ”Drew O'Connor”. Puckpedia. https://puckpedia.com/player/drew-oconnor.
35. ↑  ”Nils Höglander”. Puckpedia. https://puckpedia.com/player/nils-hoglander.
36. ↑  ”Jonathan Lekkerimäki”. Puckpedia. https://puckpedia.com/player/jonathan-lekkerimaki.
37. ↑  ”Ty Mueller”. Puckpedia. https://puckpedia.com/player/ty-mueller.
38. ↑  ”Elias Pettersson”. Puckpedia. https://puckpedia.com/player/elias-pettersson.
39. ↑  ”Kiefer Sherwood”. Puckpedia. https://puckpedia.com/player/kiefer-sherwood.
40. ↑  ”Teddy Blueger”. Puckpedia. https://puckpedia.com/player/teddy-blueger.
41. ↑  ”Aatu Räty”. Puckpedia. https://puckpedia.com/player/aatu-raty.
42. ↑  ”Josh Bloom”. Puckpedia. https://puckpedia.com/player/josh-bloom.
43. ↑  ”Max Sasson”. Puckpedia. https://puckpedia.com/player/max-sasson.
44. ↑  ”Filip Chytil”. Puckpedia. https://puckpedia.com/player/filip-chytil.
45. ↑  ”Jake DeBrusk”. Puckpedia. https://puckpedia.com/player/jake-debrusk.
46. ↑  ”Nils Åman”. Puckpedia. https://puckpedia.com/player/nils-aman.
47. ↑  ”Linus Karlsson”. Puckpedia. https://puckpedia.com/player/linus-karlsson.
48. ↑  ”Vilmer Alriksson”. Puckpedia. https://puckpedia.com/player/vilmer-alriksson.
49. ↑  ”Braeden Cootes”. Puckpedia. https://puckpedia.com/player/braeden-cootes.
50. ↑  ”Evander Kane”. Puckpedia. https://puckpedia.com/player/evander-kane.
51. ↑  ”Vitali Kravtsov”. Puckpedia. https://puckpedia.com/player/vitali-kravtsov.
52. ↑  ”Joseph Labate”. Puckpedia. https://puckpedia.com/player/joseph-labate.
53. ↑  ”Mackenzie MacEachern”. Puckpedia. https://puckpedia.com/player/mackenzie-maceachern.
54. ↑  ”Anri Ravinskis”. Puckpedia. https://puckpedia.com/player/anri-ravinskis.
55. ↑  ”Chase Stillman”. Puckpedia. https://puckpedia.com/player/chase-stillman.
56. ↑  ”Front office”. Vancouver Canucks. https://www.nhl.com/canucks/team/front-office.
57. ↑  ”Hockey operations”. NHL.com/Canucks. https://www.nhl.com/canucks/team/hockey-operations.
58. ↑  ”Coaches & team staff”. Vancouver Canucks. https://www.nhl.com/canucks/team/coaches-and-staff.
59. 1 2  Jory, Derek. ”Forever Canucks”. NHL.com/Canucks. https://www.nhl.com/canucks/news/forever-canucks/c-546915.
60. ↑  ”NHLer Rick Rypien found dead”. CBC.ca. http://www.cbc.ca/sports/hockey/nhler-rick-rypien-found-dead-1.1086034.
61. ↑  ”Ex-Canuck Pavol Demitra’s hockey team on crashed Russian plane, 44 dead”. GlobalNews.ca. http://globalnews.ca/news/151898/ex-canuck-pavol-demitras-hockey-team-on-crashed-russian-plane-44-dead/.